# Chip und Chap: Die Ritter des Rechts (Film)
Chip und Chap: Die Ritter des Rechts ist ein US-amerikanischer, nach der gleichnamigen Fernsehserie produzierter, Live-Action-Disney-Film. Der Film wurde im Mai 2022 auf Disney+ veröffentlicht.

## Handlung
Die Streifenhörnchen Chip und Chap leben in einer Welt, in der Menschen und Animationsfiguren zusammenleben. Chip und Chap kennen sich seit ihrer Kindheit und werden mit ihrer Serie Chip und Chap – Die Ritter des Rechts gefeierte Stars ihrer eigenen Zeichentrickserie. Nachdem Chap andere Filmangebote bekam, wird die Serie abgesetzt. Letztlich ist der große Erfolg vorbei und Chap lässt sich zu einer 3D-Animationsfigur umoperieren, während Chip als Versicherungsmakler tätig wird.
Als ihr alter Kumpel Samson plötzlich entführt wird, kommen Chip und Chap wieder zusammen. Sie können die Herkunft seines verbotenen Stinkekäses herausfinden und lernen so den Unterwelt-Boss, den mittlerweile gealterten Peter Pan, kennen. Sie können jedoch kurzerhand durch das Abwasserrohr fliehen. In Peter Pans Stamm-Badeanstalt können sie seinen mobilen Schrittzähler stehlen und können so seine geheime Produktpiraterie-Fabrik ausfindig machen. Hier entdecken sie eine riesige Apparatur zum Umgestalten von Animationsfiguren.
Nach einem Besuch bei einer Comic-Convention werden die beiden gejagt, und schließlich kann Chip gefangen genommen werden. Dieser soll in der Apparatur umgestaltet werden, doch Chap kommt mit einer Rakete angeflogen, die auch die Maschine stoppt. Da die Einzelteile des Apparats nun verrückt spielen, transformieren sie Peter Pan nun zu einem „Katzen-Transformer“, der wild um sich schießt. Dieses Wesen wird jedoch mit Hilfe von Ugly Sonic zur Strecke gebracht. Viele verunstaltete Animationsfiguren können schließlich befreit werden.

## Produktion und Veröffentlichung
Die Dreharbeiten begannen im März 2021. Der CGI-Film ist eine Koproduktion von Walt Disney Pictures und Mandeville Films. Für VFX zuständig war die in Großbritannien registrierte Moving Picture Company.
Der Film wurde am 20. Mai 2022 auf Disney+ veröffentlicht. Das Produktionsbudget betrug 70 Millionen US-Dollar.
Post Malone trug den Titelsong zum Film bei.

## Besetzung bzw. Synchronisation
Die deutsche Synchronisation entstand nach einem Dialogbuch und der Dialogregie von Hubertus von Lerchenfeld im Auftrag von FFS Film- & Fernseh-Synchron in München.
| Rolle                             | Originalstimme        | Deutsche Synchronstimme |
| --------------------------------- | --------------------- | ----------------------- |
| Chip                              | John Mulaney          | Benedikt Weber          |
| Chap (orig. Dale)                 | Andy Samberg          | Paul Sedlmeir           |
| Balu, der Bär                     | Steven Curtis Chapman | Dustin Peters (Dialog)  |
| Balu, der Bär                     | Steven Curtis Chapman | Thomas Amper (Gesang)   |
| Sweet Pete                        | Will Arnett           | Stefan Günther          |
| Samson (orig. Monterey Jack)      | Eric Bana             | Thomas Rauscher         |
| Al Cazone                         | Jim Cummings          | Thomas Rauscher         |
| Batman                            | Jorma Taccone         | Alexander Wohnhaas      |
| Detektive Captain Putty           | J. K. Simmons         | Gerhard Jilka           |
| Detektive Ellie Steckler          | KiKi Layne            | Lea Kalbhenn            |
| DJ Herzogenaurach                 | Flula Borg            | Matthias Kupfer         |
| Trixie (orig. Gadget) (Maus)      | Tress MacNeille       | Patricia Strasburger    |
| Ugly Sonic                        | Tim Robinson          | Marc Stachel            |
| Summi (orig. Zipper) (Hausfliege) | Dennis Haysbert       | Hans-Georg Panczak      |
| Jimmy, der Eisbär                 | Da’Vone McDonald      | Pat Zwingmann           |
| Chips Mutter                      | Rachel Bloom          | Anke Kortemeier         |
| Fabius                            | Rachel Bloom          | Laura Jenni             |
| Darkwing Duck                     | Jim Cummings          | Gudo Hoegel             |
| Skeletor                          | Alan Oppenheimer      | Gudo Hoegel             |
| Froschmann                        | Keegan-Michael Key    | Gudo Hoegel             |
| Tigra                             | Liz Cackowski         | Carolin Hartmann        |

## Kritiken
Der Film erhielt laut Rotten Tomatoes im Durchschnitt gute Kritiken (Stand: 23. Mai 2022).
Die Kinozeitschrift Cinema moniert, dass der Plot „inhaltlich wenig Erfrischendes“ aufzeigt. Dennoch liefert er „einige fantastische Ideen und herrliche Gags über Figuren anderer Studios wie […] Sonic the hedgehog oder Cats“. Zudem weise der Film „die perfekte Verbindung von animierten und gezeichneten Figuren in realen Umgebungen“ aus, sodass Chip und Chap „ein gelungenes und charmantes Comeback von zwei tierischen Draufgängern“ darstellt.
Tjark Lorenzen von Netzwelt hält den Film für einen Geheimtipp für Erwachsene: „Unzählige kreative Ideen, fantastischer Humor und eine Prise Spannung machen „Chip und Chap“ zu einem Hit für die ganze Familie – doch vor allem für alle Eltern!“

## Auszeichnungen
Im Jahr 2022 gewann der Fernsehfilm einen Emmy.